# Сан-Альберто (газоконденсатне родовище)
Сан-Альберто — газоконденсатне родовище на півдні Болівії у департаменті Тариха.

## Характеристика
Станом на початок 2010-х років третє в країні за обсягом початкових підтверджених запасів після родовищ Сабало (Сан-Антоніо) та Маргарита.
Спершу Сан-Альберто було відоме як невелике нафтове родовище. Проте внаслідок буріння у 1990 році свердловини San Alberto-x9 тут на більших глибинах — 5700 метрів — відкрили великі газові поклади (можна відзначити, що подібна історія й у ряду інших родовищ цього прикордонному районі Болівії та Аргентини, зокрема  Madrejones та Рамос). Газоносними виявились пісковики нижнього девону.
Оцінка запасів Сан Альберто пройшла ряд еволюцій. Так, у 1994 році видобувні запаси визначали як 42 млрд м³ газу та 25 млн барелів конденсату. За кілька років, на хвилі черги багатообіцяючих знахідок в департаменті Тариха, оцінки тутешніх родовищ різко зросли, зокрема, від Сан-Альберто очікували вже 312 млрд м³. Нарешті, на початку 2010-х новий аудит, здійснений компанією  Ryder Scott, визнав за родовищем 59 млрд м³ підтверджених запасів блакитного палива.
Розробку родовища здійснює консорціум, роль оператора в якому виконує бразильський нафтогазовий гігант Petrobras. Видобуток розпочався на початку 2001 року з рівня 2,4 млрд м³ на рік із перспективою кількаразового зростання  внаслідок реалізації подальших фаз проекту. Газопереробні потужності Сан Альберто з 2011 року також обслуговують видобуток на сусідньому родовищі Ітау.
Продукція Сан-Альберто призначалась передусім для експортних поставок до Бразилії, для нарощування яких у 2003 році спорудили новий газопровід Gasyrg. Він з'єднав родовища Тарихи з департаментом Санта-Крус, звідки бере початок головний експортний трубопровід бразильського напрямку GASBOL.
Можливо також відзначити, що станом на 2010 рік конденсат родовища Сан-Альберто забезпечував п'яту частину видобутку рідких вуглеводнів у Болівії.